# سوپرکات (ترانه)
«سوپرکات» (به انگلیسی: Supercut) ترانه ای از خواننده و ترانه‌نویس نیوزلند لرد از آلبوم دوم خود، ملودراما (۲۰۱۷) است. لرد ترانه را با جک آنتونوف نوشت و با تولید اضافی از جوئل لیتل فرانک دوکس، ژان بنوئت دانکل و مالایی، تهیه کرد. «سوپرکات» یک ترانه سینث‌پاپ که دارای عناصر موسیقی رقص، الکترو هاوس، الکترونیکا و موسیقی موج نو است و ملودی پیانو را از تک آهنگ ۲۰۱۷ لرد به نام «چراغ سبز» را در میان خود درج می‌کند. نام سوپرکات کلمه ای است که توسط Andy Baio ابداع شده و به عنوان تلفیقی از کلیپ‌های ویدیویی کوتاه از همان نوع عمل تعریف شده‌است.